# Камфен
Камфенът е органично съединение от групата на терпените, съединение на въглерода и водорода. Получава се от растения. Използва се за производството на пестициди, но е забранен в началото на осемдесетте години на XX век.
Най-масово е употребяван в края на 19 век за осветление (било е революционно откритие – дотогава се е използвало китова мас). Бил е толкова популярен, колкото природният газ в наши дни.
Използва се в различни есенции, като парфюми, афтършейв и други козметични продукти (съдържание под 1 %).
1. ↑  CAMPHENE //  PubChem.   Посетен на 18 ноември 2016 г. (на английски)